# Echte Guave

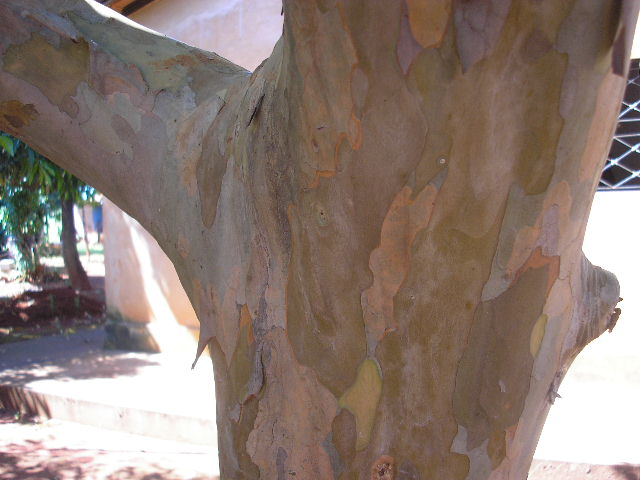
Borke

Die Echte Guave (Psidium guajava), auch Guava, Guayave, Guayaba oder Goiaba genannt, ist eine Pflanzenart aus der Gattung der Guaven (Psidium) in der Familie der Myrtengewächse (Myrtaceae). Sie wird vor allem als Nutz-, aber auch als Medizinalpflanze genutzt.

## Beschreibung
Die Echte Guave ist ein immergrüner Baum mit ausladender Krone oder ein Strauch, der Wuchshöhen zwischen 6 und 13 Meter erreicht. Die Borke ist glatt, von rötlich-brauner bis gräulicher Farbe und sie blättert in Streifen oder Stücken ab. Die kantigen Zweige stehen abgewinkelt und sind leicht behaart.

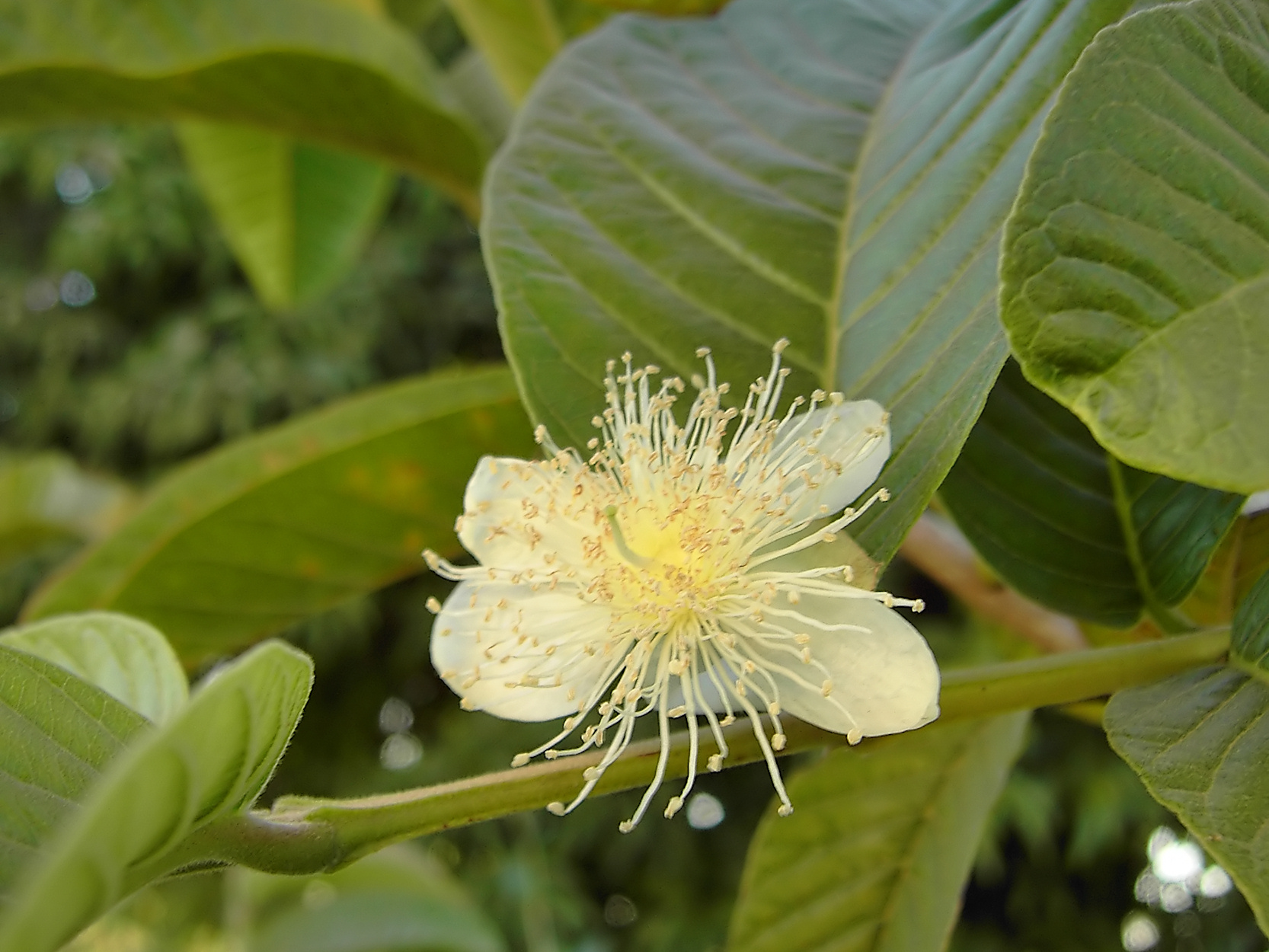
Blüte

### Blätter
Die dunkelgrünen, unterseits helleren, einfachen und gegenständigen Laubblätter sind etwa 5–8 Millimeter lang gestielt. Die Spreite ist eiförmig bis -lanzettlich bis verkehrt-eiförmig oder länglich bis elliptisch und zwischen 6 und 12 Zentimeter lang sowie 3,5 bis 6 Zentimeter breit. Sie sind leicht ledrig mit gefiederter und hellerer, sowie, unterseits erhabener Nervatur. Auf jeder Seite der Mittelader liegen 12 bis 15 Seitenadern. Die Netznervatur ist deutlich ausgebildet. Der Blattrand ist ganzrandig, die Spitze ist rundspitzig bis spitz oder abgerundet und die Basis ist keilförmig bis abgerundet oder stumpf bis leicht herzförmig. Die Blätter sind auf der Unterseite filzig behaart und auf der Oberseite etwas rau und schwach behaart. Nebenblätter fehlen.

### Blüten und Blütenstände
Die weißen, meist fünfzähligen und gestielten Blüten mit doppelter Blütenhülle haben einen Durchmesser bis zu 2 Zentimeter. Sie stehen einzeln oder zu zweit bis dritt in achselständigen, kurz gestielten zymösen Blütenständen. Der Blütenstiel der einzelnen Blüten ist etwa bis 2 Zentimeter lang, jener der zymös angeordneten bis etwa 1 Zentimeter und es sind zwei Deckblätter vorhanden. Der behaarte Blütenbecher ist glockenförmig und misst etwa 5 Millimeter. Die vier bis sechs grünen, weißen oder cremefarbenen, innen und außen behaarten Kelchblätter sind zu einem fast runden Kranz mit irregulärer Öffnung und dreieckigen Lappen verwachsen. Er misst zwischen sieben und acht Millimetern im Querschnitt.
Die freien, vier bis fünf, eiförmigen bis elliptischen und weißen oder cremefarbenen, ausladenden bis zurückgelegten Kronblätter sind 1 bis 1,4 Zentimeter lang. Die vielen freien, langen Staubblätter mit weißen Staubfäden sind 6 bis 9 Millimeter lang. Der Fruchtknoten, mit langem Griffel mit kopfiger Narbe, ist unterständig und mit dem Blütenbecher verwachsen. Der Griffel ist etwa so lang wie die Staubblätter oder länger.
Die Blüten verströmen einen zarten angenehmen Duft.

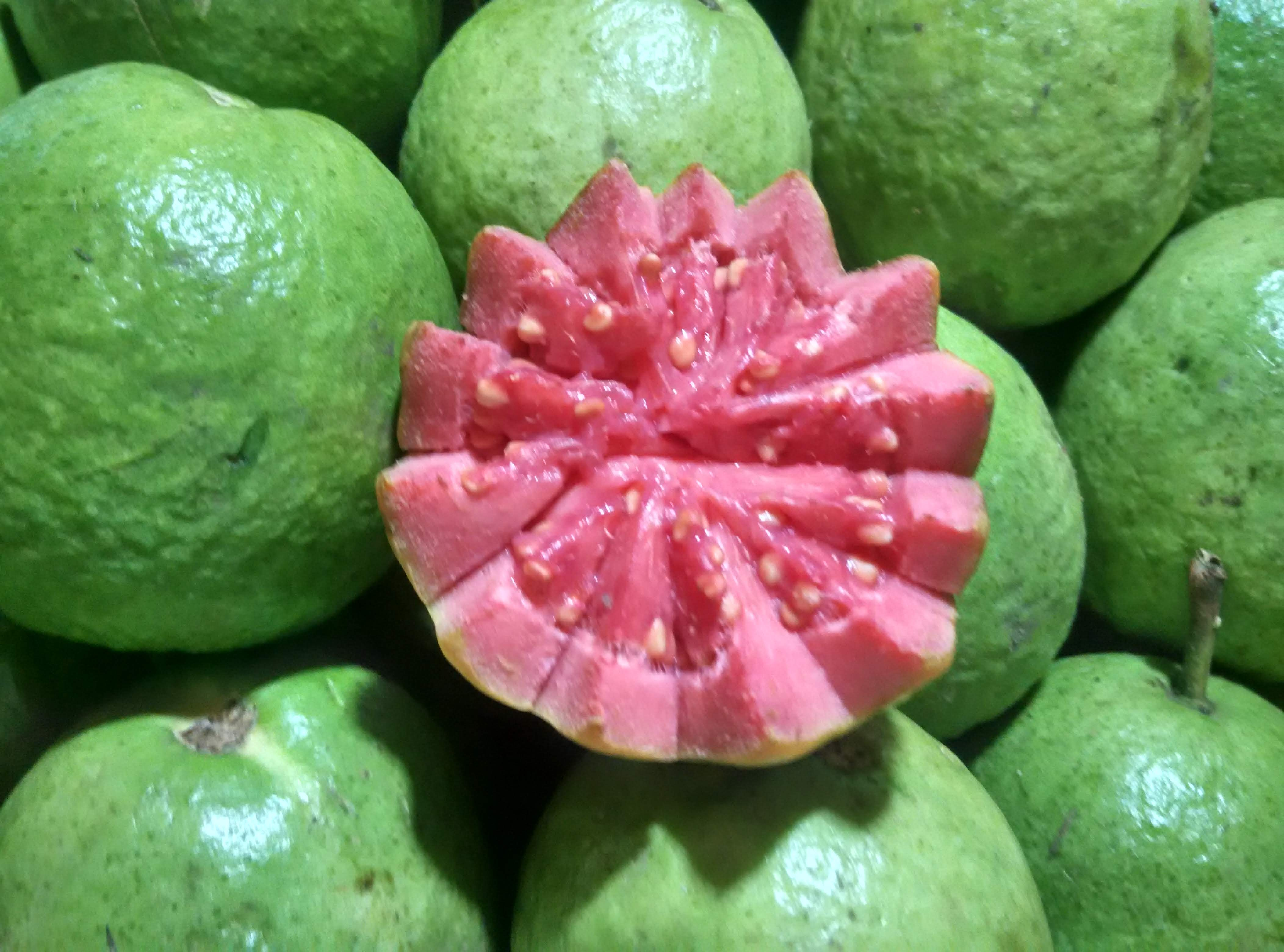
Frucht

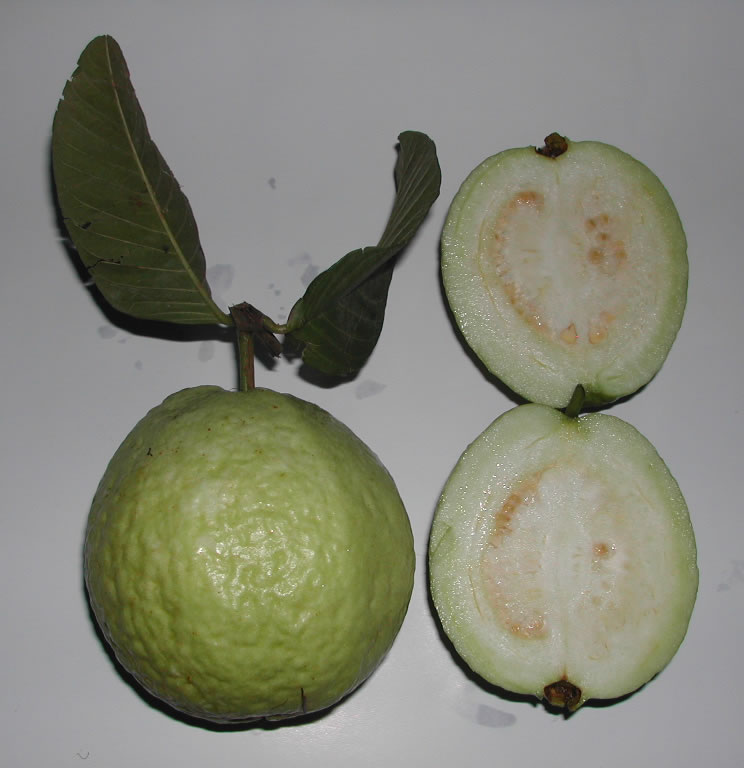
Frucht ganz und aufgeschnitten

### Früchte und Samen
Nach der Blüte werden kugel-, ei- oder birnenförmige, etwa 3 bis 8 Zentimeter lange, kahle, leicht unebene, etwas wachsige und vielsamige Beerenfrüchte gebildet. Die spitzen Kelchlappen bleiben an der Fruchtspitze erhalten. Die junge Frucht ist zuerst grün, reif weist sie eine grüne bis gelbliche oder rötliche Färbung auf. Das Fruchtfleisch ist je nach Sorte weiß, gelb oder rosa, rötlich. Die Plazenta ist weiß bis rötlich. Die Frucht hat bei Verzehrreife einen typisch exotischen Geruch. Die Guavenfrucht enthält zahlreiche harte, abgeflachte und orange-bräunliche Samen, die in der Mitte der Beere liegen.

### Chromosomenzahl
Die Chromosomenzahl beträgt 2n = 22.

## Verbreitung
Das ursprüngliche Verbreitungsgebiet und das Genzentrum der Echten Guave liegen im tropischen und subtropischen Amerika. Durch den Menschen eingeführt existieren heute aber weltweit in den Tropen neophytische Vorkommen. An einigen Standorten wird die Ausbreitung als invasiv eingeschätzt.
Die Art besiedelt vor allem Habitate in Sekundärwäldern bis 1500 Meter Höhe.

## Nutzung
Vor allem die Früchte werden vom Menschen konsumiert. Sie sind drei bis vier Monate nach der Blüte pflückreif, können aber nur wenige Tage gelagert werden, gekühlt sind sie jedoch zwei bis drei Wochen haltbar.
Die Frucht eignet sich zum rohen Verzehr. Das voll ausgereifte Fruchtfleisch ist weich, saftig und aufgrund kleiner Steinzellen körnig. Der Geschmack ist süßsauer-aromatisch und erinnert an Birnen oder Erdbeeren. Unreife, grüne Früchte sind sauer und oft adstringierend (pelzig). In Asien sind sie mit Zimt und Zucker bestreut beliebt. Die Guave wird aber vor allem zur Zubereitung von Marmelade, Gelee und Desserts verwendet. Weiter kann man durch Auspressen der Guaven einen schmackhaften Fruchtsaft erhalten, das Fruchtmark gehört zur Rezeptur einiger Multivitaminsäfte. Die Schale reifer Beeren dient als Zugabe zu Salaten und Puddings.
Die Rinde wird dank ihres hohen Gehalts an Gerbstoffen als Gerbmittel verwendet.

### Medizinische Verwendung
Die Echte Guave ist in der traditionellen Medizin vieler Kulturen bedeutsam. In Hawaii, der Karibik und Mittelamerika wird vor allem ein Aufguss der Blätter bei Durchfall verabreicht. In Mittel- und Südamerika werden die Blätter bei Zahnschmerzen verwendet. Die Fang aus dem westlichen Zentralafrika bereiten einen wurmtötenden Saft aus den Blättern.
In der traditionellen chinesischen Medizin wird aus den Blättern eine narkotische Droge gewonnen. Dazu werden die Blätter gekaut oder an Insekten, vor allem an die Malaiische Riesengespenstschrecke (Heteropteryx dilatata) und verwandte Arten, verfüttert und deren Kotausscheidungen als Pillen, vor allem gegen Durchfall, verkauft. Diese werden dann in Wasser oder Wein aufgelöst.
Die antioxidative, hepatoprotektive (leberschützende), antiallergene und antibiotische Wirkung der Blätter konnte in mehreren pharmakologischen Studien nachgewiesen werden.

### Inhaltsstoffe
Die Früchte enthalten im Mittel pro 100 Gramm: 1 Gramm Proteine, 15 Milligramm Calcium, 1 Milligramm Eisen, 0,06 Milligramm Retinol (Vitamin A), 0,05 Milligramm Thiamin (Vitamin B1) und 200 Milligramm Ascorbinsäure (Vitamin C). Der Vitamin-C-Gehalt ist deutlich höher als bei Orangen (Citrus × aurantium). Die Guavenfrucht ist zudem reich an Pektinen.
Die Blätter enthalten neben zehn Prozent Tanninen (Gerbstoff) auch Inhaltsstoffe wie β-Sitosterin, Maslensäure, Guaijavolsäure und 0,3 Prozent ätherisches Öl (hauptsächlich Caryophyllen, daneben β-Bisabolene, Aromadendren, β-Selinen, Nerolidiol, Caryophyllenoxid und Selin-11-en-4a-ol und Eugenol); ferner auch Triterpene (Oleanolsäure, Ursolsäure, Crategolsäure und Guaijavolsäuren), Quercetinderivate, Guaijaverin und einige Substanzen, die nicht identifiziert wurden. Die Quercetinderivate werden als Hauptwirkstoff für die narkotische Wirkung angesehen. Die Rinde enthält 25 bis 30 Prozent Gerbstoffe.